# Burgbernheim Bahnhof
Burgbernheim Bahnhof (fränkisch: Bärna) ist ein Wohnplatz der Stadt Burgbernheim im Landkreis Neustadt an der Aisch-Bad Windsheim (Mittelfranken, Bayern). Mittlerweile ist der Ort in der Äußeren Bahnhofstraße des Gemeindeteils Burgbernheim aufgegangen.

## Geografie
Das ehemalige Dorf, die jetzige Siedlung, liegt am nördlichen Rand der Frankenhöhe. Südwestlich und nordwestlich davon steigt der Hang an. Im Südwesten liegt der Stadtwald Burgbernheim. Im Nordwesten erheben sich der Himmelfahrtsberg (432 m ü. NHN) und der Schönberg (422 m ü. NHN). Bei der Siedlung entspringt der Sulzbach, ein rechter Zufluss der Ens. Die Kreisstraße AN 7/NEA 52 führt an der Siedlung Erlach vorbei nach Hornau (3 km südlich) bzw. nach Burgbernheim (1 km nordöstlich). Westlich verläuft die Bahnstrecke Treuchtlingen–Würzburg.

## Geschichte
Der Bahnhof von Burgbernheim wurde um 1865 errichtet. Ziemlich rasch entstand eine kleine Siedlung.

### Baudenkmal
- Äußere Bahnhofstraße 59: Bahnhof Burgbernheim-Wildbad[4]

### Einwohnerentwicklung
| Jahr      | 001871 | 001885 | 001900 | 001925 | 001950 | 001961 | 001970 |
| Einwohner | 56     | 45     | 26     | 32     | 11     | 55     | 56     |
| Häuser    |        | 8      | 7      | 7      | 2      | 16     |        |
| Quelle    | [ 6 ]  | [ 7 ]  | [ 8 ]  | [ 9 ]  | [ 10 ] | [ 11 ] | [ 12 ] |

## Religion
Die Einwohner evangelisch-lutherischer Konfession sind nach St. Johannis (Burgbernheim) gepfarrt. Die Katholiken waren ursprünglich nach St. Johannis (Rothenburg ob der Tauber) gepfarrt, heute ist die Pfarrei St. Bonifaz (Bad Windsheim) zuständig.

## Verkehr
Nächstgelegener Haltepunkt ist Burgbernheim-Wildbad an der Bahnstrecke Treuchtlingen–Würzburg. Dieser wird durch die Linie RE 80 bedient.

## Weblink
- Burgbernheim in der Ortsdatenbank von bavarikon, abgerufen am 19. August 2021.